# Bromure d'allylmagnésium
Le bromure d'allylmagnésium est un composé chimique de formule CH2=CH–CH2MgBr. Cet halogénure d'organomagnésien est un réactif de Grignard disponible commercialement en solution dans l'éther diéthylique. Il est utilisé en synthèse organique pour introduire des groupes allyle. On peut l'obtenir en faisant réagir du bromure d'allyle CH2=CH–CH2Br avec du magnésium métallique Mg.